# Kościół św. Andrzeja Apostoła w Wyskoci
Kościół świętego Andrzeja Apostoła w Wyskoci – rzymskokatolicki kościół parafialny należący do parafii pod tym samym wezwaniem (dekanat kościański archidiecezji poznańskiej).

## Historia i architektura
Kościół został wzniesiony w 1843 roku, a w 1861 roku została dobudowana wieża. W 1892 roku świątynia została przebudowana, natomiast w 1969 roku została nadbudowana wieża i otrzymała nowy neobarokowy dach hełmowy. Kościół reprezentuje styl neogotycki, jest orientowany, halowy, trzynawowy. Okna świątyni są ostrołukowe, pod okapem jest umieszczony fryz. Od strony wschodniej znajduje się czworoboczne prezbiterium. Czterospadowy dach jest pokryty dachówką. Na wieży od strony wschodniej i zachodniej znajduje się zegar wieżowy. 

## Wyposażenie wnętrza
We wnętrzu jest umieszczony neogotycki ołtarz z krucyfiksem z XVII wieku, otoczony szczególną czcią. Najważniejsze obrazy, które można zobaczyć w świątyni, to Matka Boska z Dzieciątkiem z I połowy XVII wieku i Męczeństwo św. Andrzeja z przełomu XVIII i XIX wieku. Wnętrze kościoła zachowało oryginalny neogotycki wystrój: filary, sklepienia, posadzka, drewniane ołtarze, ambona w formie kielicha, chór i prospekt organowy z 1877 roku, chrzcielnica wykonana z piaskowca, cztery konfesjonały, baldachim, witraże ozdobione motywem roślinnym. W południowej zewnętrznej ścianie świątyni jest umieszczona tablica poświęcona ks. Leonowi Kutznerowi – proboszczowi z Wyskoci zamęczonemu przez Niemców w KL Dachau w 1942 roku.

## Galeria

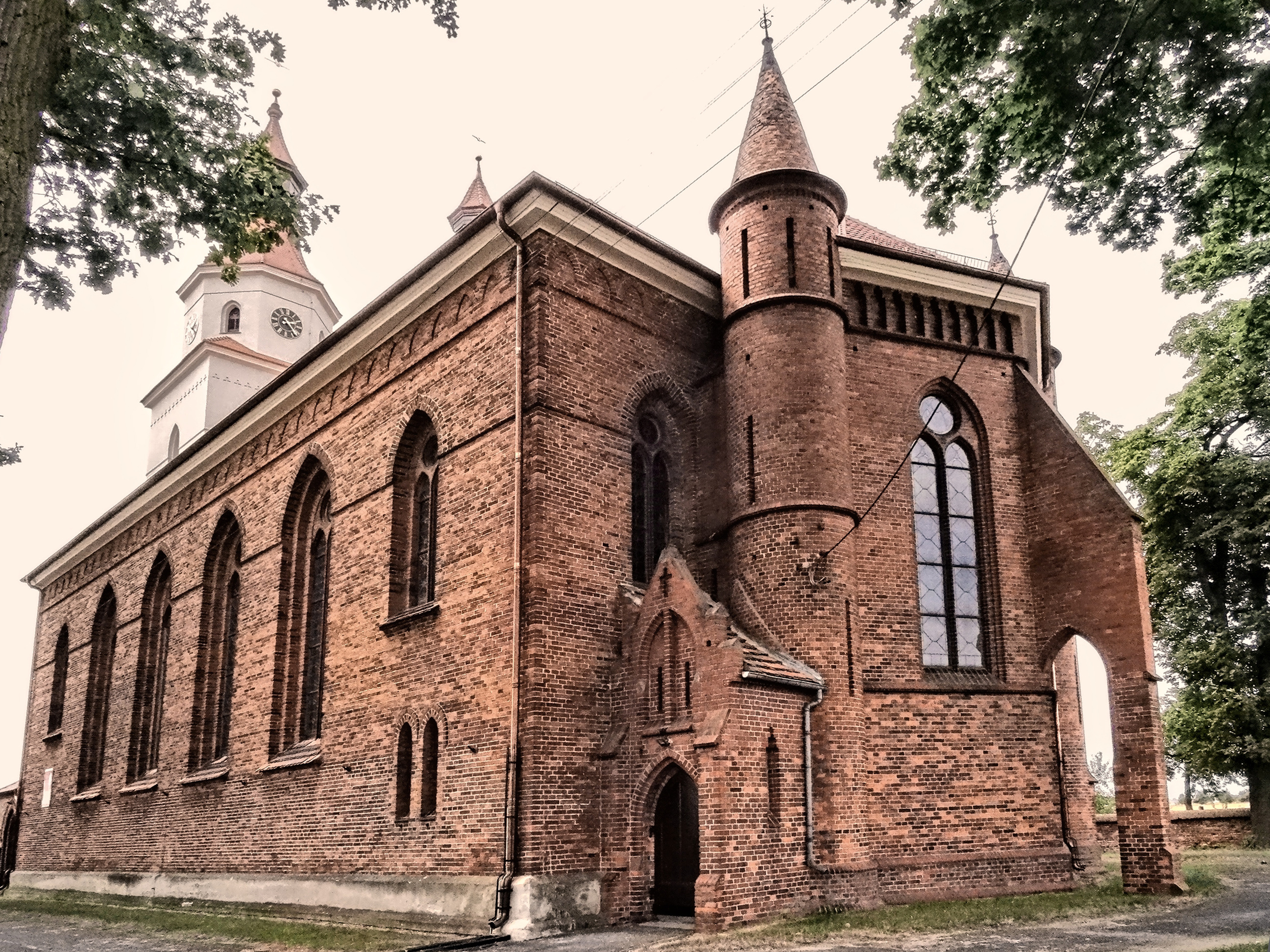
Widok od strony prezbiterium
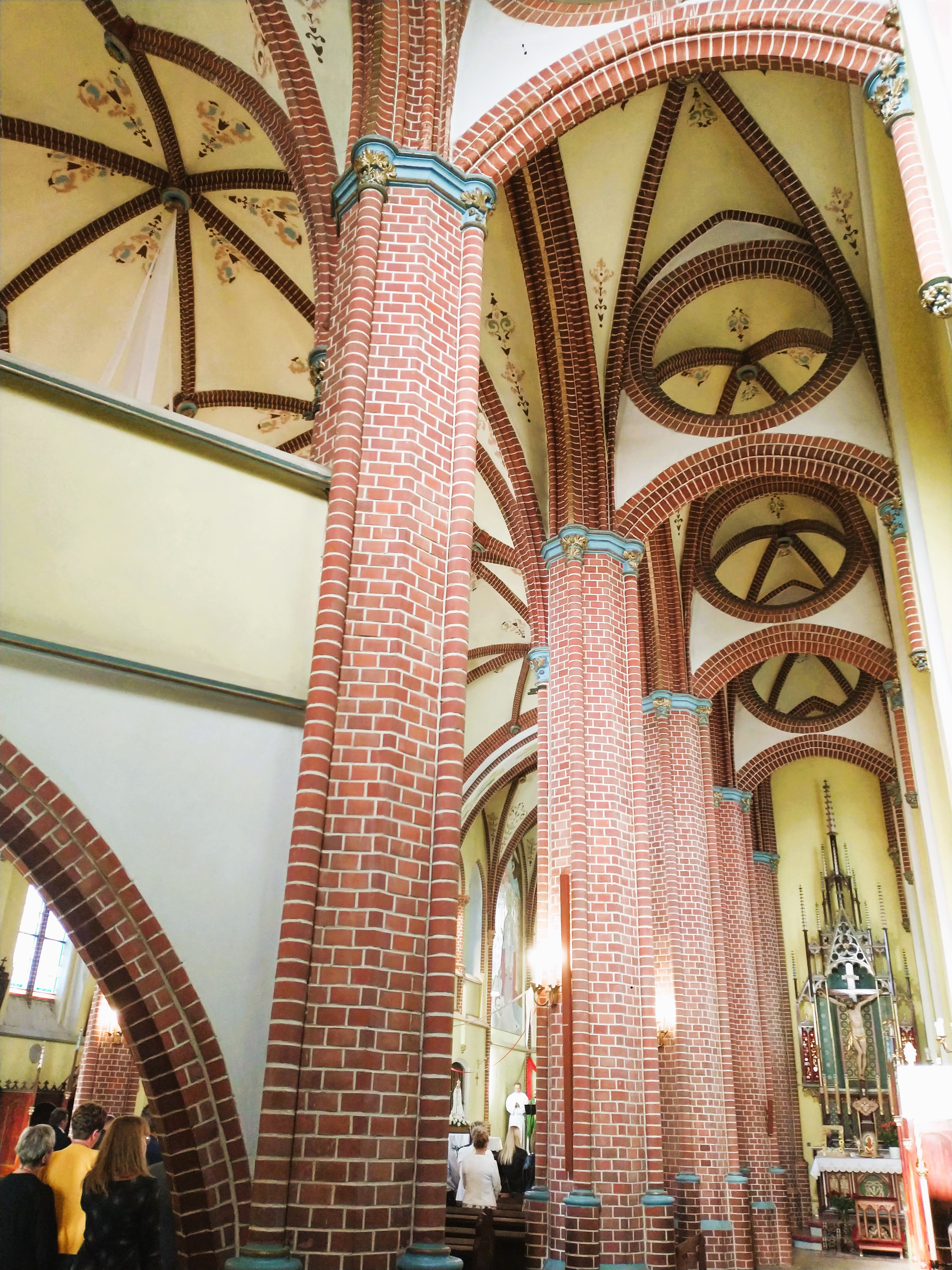
Fragment wnętrza